# Fläckig klyvstjärt
Fläckig klyvstjärt (Enicurus maculatus) är en kontrastrikt tecknad asiatisk tätting i familjen flugsnappare som lever vid snabba forsar och åar.

## Utseende
Fläckig klyvstjärt är en brokig trastliknande fågel med mycket lång kluven svartvitbandad stjärt. Längden är 25 centimeter, inklusive stjärten. Den relativt stor, med vit panna, övergump och undersida samt ett brett vitt vingband. Likt vitkronad klyvstjärt är ovansidan utom pannan, bröst och resten av vingarna svarta, men den svarta manteln är vitfläckig. Den trivs vid steniga forsar i skog.

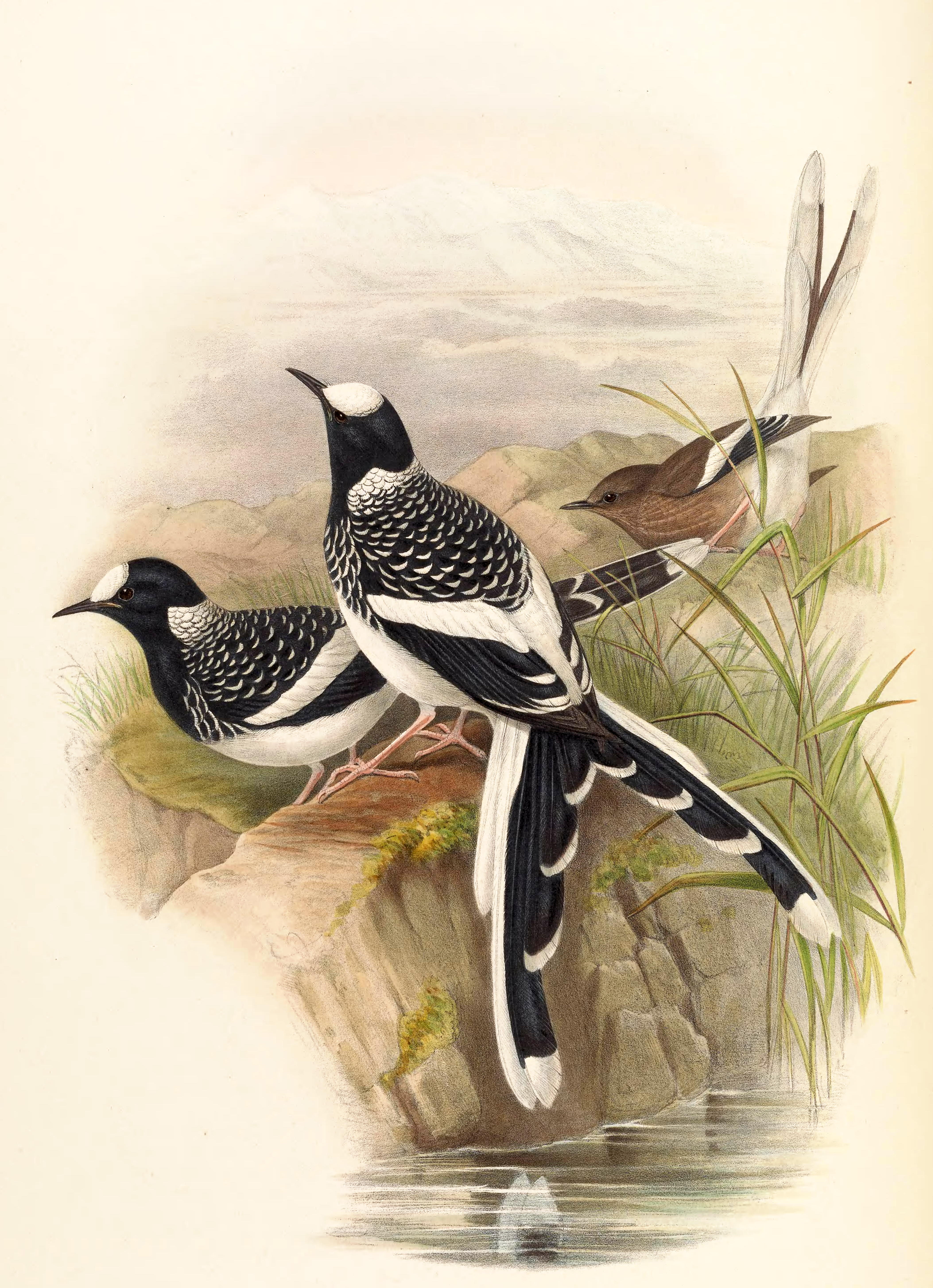

## Läte
Bland lätena hörs ett likt en gnisslande grind (identiskt med gråryggig klyvstjärt), men även ihåliga "huu" och gälla "zeee". Vid uppflog hörs ett tvåstavigt ljud. Sången är kort och levereras sittande på en sten.

## Utbredning och systematik
Fläckig klyvstjärt förekommer i södra Asien från norra Afghanistan österut till södra Kina och söderut till södra Vietnam. Den delas in i fyra underarter med följande utbredning:
- Enicurus maculatus maculatus – Himalaya från norra Afghanistan till Kashmir, Nepal och södra Tibet
- Enicurus maculatus guttatus – Himalaya från östligaste Nepal till sydvästra Kina och Myanmar
- Enicurus maculatus bacatus – bergsområden i södra Kina (i sydöstra Yunnan och nordvästra Fujian) till norra Vietnam
- Enicurus maculatus robinsoni – Đà Lạt-platån i södra Vietnam

### Familjetillhörighet
Klyvstjärtarna ansågs fram tills nyligen liksom bland andra stenskvättor, stentrastar, rödstjärtar vara små trastar. DNA-studier visar dock att de är marklevande flugsnappare (Muscicapidae) och förs därför numera till den familjen.

## Levnadssätt
Likt andra klyvstjärtar hittas denna art intill bergsbelägna forsar, men även utmed snabbt flytande floder i tät och fuktig skog. Den ses från låglänta områden upp till 1450 meters höjd i väster, i öster upp till 900 meter. Födan består av insekter. Fågeln häckar mars–maj i Himalaya och troligen även i hela utbredningsområdet. Det kompakta skålformade boet med mossa utanpå placeras i ett hål i en flodbank, under en sten eller bland trädrötter. Däri lägger den tre ägg av varierande färg, men vanligen skäraktiga med rödbruna fläckar.

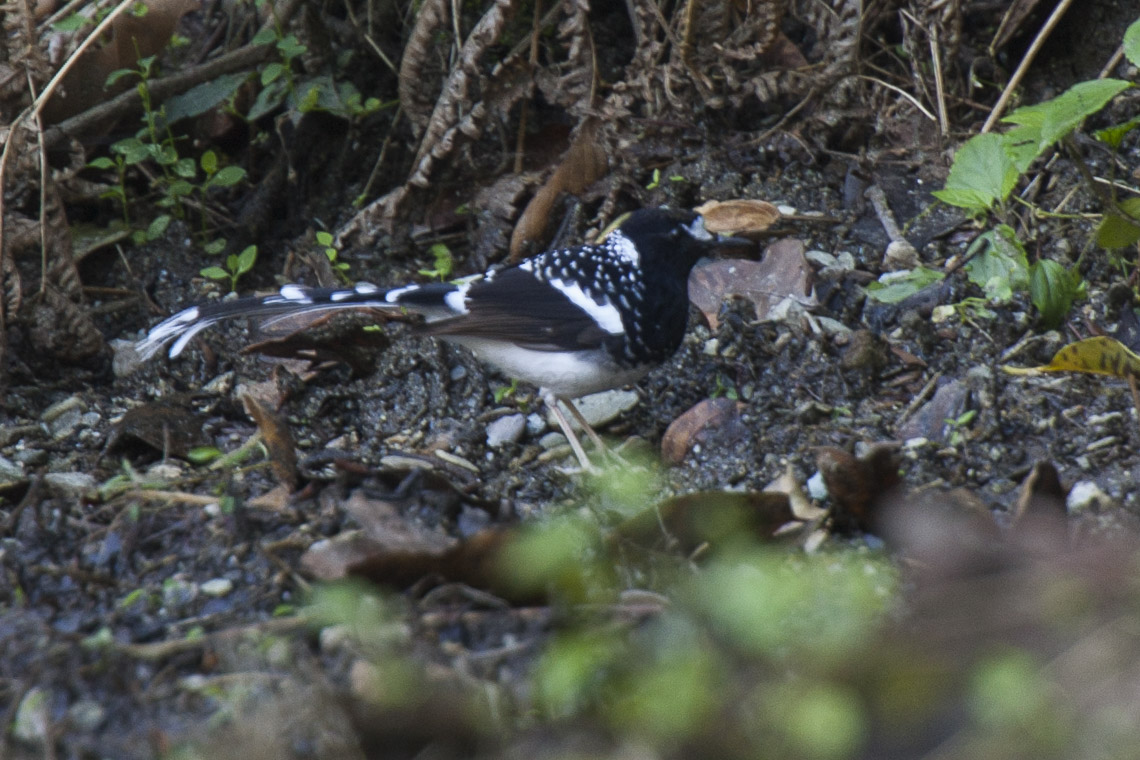

## Status och hot
Arten har ett stort utbredningsområde och en stor population med stabil utveckling som inte tros vara utsatt för något substantiellt hot. Utifrån dessa kriterier kategoriserar internationella naturvårdsunionen IUCN arten som livskraftig (LC). Världspopulationen har inte uppskattats men den beskrivs som vanlig, men mer sparsam till lokalt vanlig i Myanmar och norra Vietnam.